# Selvmord i Grønland
Selvmord er et betydeligt nationalt samfundsproblem i Grønland. Ifølge redegørelser fra regeringen har hver femte forsøgt selvmord på et eller andet tidspunkt. Der er blevet igangsat flere kampagner med målet at formindske selvmordsraten. Et middel er vejsideplakater.

## Historie
Antallet af selvmord i Grønland steg kraftigt i slutningen af 1970'erne, og det steg fortsat indtil 1986. I 1986 var selvmord den hyppigste dødsårsag i flere byer som f.eks. Sarfannguit. Selvmordsraten var i 1970 historisk lav, men i 1990-1994 var den med 107 per 100.000 indbyggere en af de højeste på verdensplan. Redegørelser fra regeringen viser at der begås et selvmord per uge.

## Hyppighed og udslag
Der foregik mellem 1968 og 2002 1.351 selvmord ifølge en rapport det akademiske tidsskrift BMC Psychiatry udgav i 2009. Der var et kraftigt udsving mellem antal selvmord i de forskellige årstider, karakteriseret ved maksimum i juni og minimum i vinteren. Der var også regionale afvigelser: antallet af selvmord i Vestgrønland var væsentlig højere end i syd.
Selvmordsraten er højere for mænd end kvinder. Unge mænd mellem 15 og 24 begik de fleste selvmord. I modsætning til andre vestlige lande falder selvmordsraten ift. stigende alder.

## Årsager
Årsager som alkoholisme, depression, fattigdom, samlivsproblemer, dysfunktionelle barndomshjem er blevet udpeget. Selvmordsraten er høj om sommeren ifølge Science Daily (2009). Videnskabsfolk mistænker søvnløshed forårsaget af lyse nætter.
Forskellen mellem Inuit-kulturen og den vestlige kultur mistænkes at have forårsaget et kultursammenstød, som kan have bidraget til den høje selvmordsrate.

## Hyppige selvmordsmetoder
95% af alle selvmord anvendte voldelige metoder. De hyppigst anvendte metoder var hængning (46%) og skydevåben (37%). Andre metoder, såsom spring, skarpe genstande, drukning og overdosis blev også brugt, men ikke så ofte.

## Forebyggelse
Grønlands regering har flere initiativer for at bekæmpe selvmord, men også andre institutioner er indblandet. Det er mulig at få vejledning hvis man overvejer selvmord. Der er vejsideplakater med opløftende tekst som f.eks. "Det er gratis at ringe. Ingen er alene. Vær ikke alene med dine mørke tanker. Ring." Selvmordskonsulenter er ansat til at vise film med selvmordsforsøg, som tager modet fra den, som overvejer selvmord.